# Julien Liebaert
Pour les articles homonymes, voir Liebaert.
Le baron Julien Liebaert (né le 22 juin 1848 à Courtrai – mort le 16 septembre 1930 à Ternat) est un avocat et un homme politique belge membre du Parti catholique. Il a été élu député à la Chambre des représentants, sénateur et ministre à plusieurs reprises.

## Biographie
Julien Auguste Marie Joseph Liebaert, né le 22 juin 1848 à Courtrai est le fils d'Auguste Liebaert, corroyeur, et de Louise Peel. Le 26 août 1874, il épouse à Vilvorde Marie Debontridder (1852-1916) qui lui donne deux fils et une fille. 
Il fait des études secondaires aux collèges de Courtrai, Alost et Namur. En 1870, il obtient un diplôme de docteur en droit et, en 1871, de docteur en sciences politiques et administratives de l'Université catholique de Louvain. En 1873, il est avocat auprès de la Cour d'appel de Bruxelles puis il s'inscrit au barreau de Courtrai. 
Il est élu membre du Conseil provincial de Flandre occidentale de 1877 à 1890 où il est député député permanent de 1878 à 1890.
In 1890, il est élu député à la Chambre des représentants pour l'arrondissement de Courtrai et y siège jusqu'en 1919. Il est élu au sénat en 1919 pour le même arrondissement et est coopté sénateur de 1925 à 1929.
À la chambre, il portait un intérêt particulier aux questions financières. Il a été au sénat un des grands propagandistes de la jonction nord-midi.
Liebaert a obtenu différents portefeuilles ministériels :
- ministre des Finances (janvier à août 1899) dans le gouvernement Vandenpeereboom ;
- ministre de l'Industrie et du Travail (août 1899 - février 1900) et ministre des Chemins de fer, des Postes et du Télégraphe (août 1899 - mai 1907) dans le gouvernement de Smet de Naeyer II ;
- ministre des Finances (mai 1907 - juin 1911) dans les gouvernements de Trooz et Schollaert ;

Il est nommé directeur (1912-1926) puis régent (1927-1930) de la Banque nationale de Belgique.
Il a également siégé dans les conseils d'administration de sociétés financières.
Il décède d'une pneumonie au château de Terlinden à Ternat le 16 septembre 1930. Ses funérailles avec les honneurs militaires ont lieu à l'église Saints-Jean-et-Étienne-aux-Minimes à Bruxelles et il est inhumé au cimetière de Vilvorde.

## Hommages et distinctions
En 1930, il est nommé ministre d'État et est fait baron en mai 1929 par le roi Albert Ier. Son portrait, œuvre du peintre Herman Richir, est exposé à la Banque nationale de Belgique. Une avenue de Courtrai a été baptisée « Liebaertlaan » (avenue Libaert) et il y a une rue baron Libaert à Ternat.
Les distinctions belges suivantes lui ont été attribuées :
- Grand cordon de l'ordre de Léopold.
- Grand-croix de l'ordre de la Couronne en novembre 1919.